# Pravna fakulteta v Novem Sadu
Pravna fakulteta (izvirno srbsko Pravni fakultet u Novom Sadu), s sedežem v Novem Sadu, je fakulteta, ki je članica Univerze v Novem Sadu.
Trenutni v.d. dekana je prof. dr. Ranko Keča. 